# Archéparchie de Kirkouk
L'archéparchie métropolitaine de Kirkouk et Sulaimaniya (en arabe : ابرشية كركوك الكلدانية, latin : Archieparchia Cherchensis–Beth-Garmaiensis o Beth-Garmaiensis) est une archéparchie de l'Église catholique chaldéenne en communion avec le pape à Rome. L'archéparchie a été créée au début du XIXe siècle. Son ordinaire actuel, l'archevêque Yousif Thomas Mirkis, a été consacré en 2014 .

## Contexte
L'archidiocèse chaldéen de Kirkouk a succédé au diocèse de Karka d'Beth Slokh (en), métropole de la province ecclésiastique de Beth Garmaï. La région de Beth Garmaï dans le sud de l’Irak, délimitée par les fleuves Less Zab et Diyala et centrée sur la ville de Karka d’Beth Slokh (Kirkouk moderne), était une province métropolitaine de l’Église de l'Orient entre le Ve et le XIVe siècle, dont les métropolitains résidaient d’abord à Shahrgard, puis à Karka d’Beth Slokh, plus tard à Shahrzur et enfin à Daquqa. Parmi les diocèses suffragants connus de Beth Garmaï figurent Shahrgard, Lashom, Mahoze d'Arewan, Radani, Hrbath Glal, Tahal et Shahrzur.
La dernière connue métropolitaine de Beth Garmaï est attestée au XIIIe siècle et le dernier évêque connu en 1318, bien que l'historien Amr a continué à décrire Beth Garmai comme une province métropolitaine aussi tard que 1348. On ne sait pas quand la province a cessé d'exister, mais les campagnes de Timur Leng entre 1390 et 1405 offrent un contexte raisonnable. Une petite communauté assyrienne Église de l'Orient a persisté à Kirkouk entre le quinzième et le dix-huitième siècle, dont certains scribes sont connus. Kirkouk a probablement fait partie de l'église assyrienne du diocèse oriental d'Erbil jusqu'à son expiration au XVIIe siècle, puis du diocèse de Mossoul.

## Yohannan Hormizd et les Chaldéens de Kirkouk

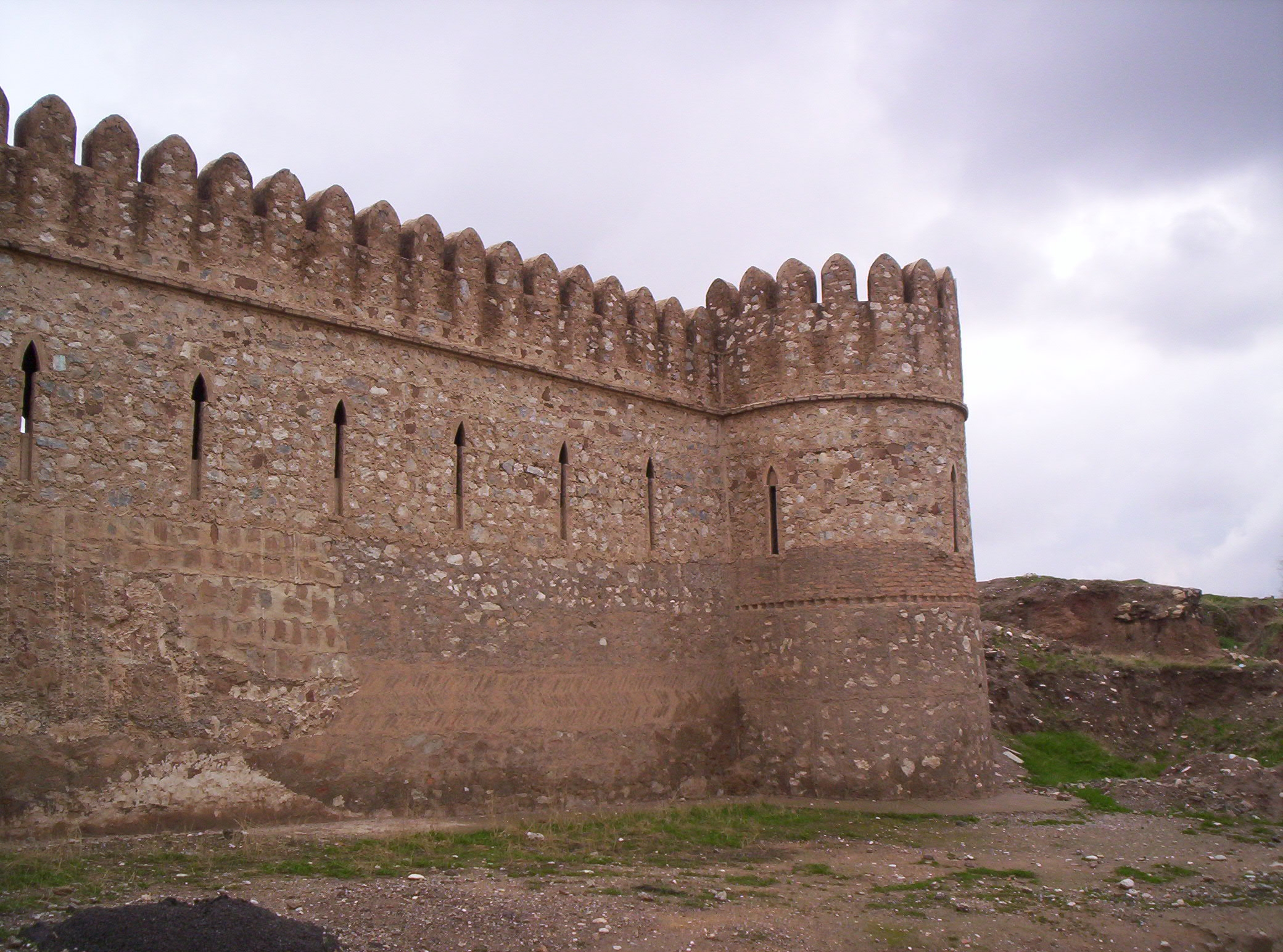
La citadelle de Kirkouk

La communauté assyrienne de Kirkouk était encore une Église de l'Orient dans la première moitié du dix-huitième siècle. Le père Benoît XVI, missionnaire carmélite, s'est rendu à Kirkouk le 20 mai 1743, où il a trouvé « un grand nombre de Nestoriens très ignorants de la religion ». Parlant des efforts des missionnaires catholiques dans le district, il a déclaré qu'« il y a beaucoup de difficultés à Kirkouk et peu de résultats ».
La fondation du diocèse chaldéen catholique de Kirkouk a été attribuée à Yohannan VIII Hormizd (en), reconnu par le Vatican comme administrateur patriarcal du patriarcat de Babylone en 1780 et, après cinq décennies de différends et de confrontations, comme patriarche en 1830. Selon le prêtre catholique chaldéen Joseph Tfinkdji, Yohannan Hormizd s'est rendu dans la ville de Kirkouk en 1789 alors qu'il voyageait de Mossoul à Bagdad et a converti sa communauté orthodoxe de l'Église de l'Orient à la foi catholique. Il aurait consacré un maréchal chaldéen à Kirkouk, Mar Abraham, qui résidait à ʿ Aïnqawa pendant son règne et est décédé entre 1821 et 1824 . Abraham n'est mentionné par aucune autre source, et comme Yohannan Hormizd lui-même (alors considéré par le Vatican comme un simple métropolite de Mossoul) est appelé "métropolitain de Kirkouk" dans un colophon de 1798, la région de Kirkouk aurait semblé faire partie de le diocèse de Mossoul à cette époque.

Que Yohannan Hormizd ait ou non pu consacrer un métropolite à Kirkouk, les sympathies des catholiques assyriens de la ville avaient clairement une certaine importance lors de la lutte pour le pouvoir entre l'administrateur patriarcal et ses opposants de l'Église chaldéenne et du Vatican. En 1795, le représentant du Vatican, Padre Fulgenzio, semble avoir tenté de persuader les catholiques chaldéens de Kirkouk de retirer leur allégeance à Yohannan Hormizd. Selon le propre récit de Yohannan Hormizd, cité par Badger: 
 Le père Fulgenzio, cependant, est parti et est allé à Selook, qui est Kerkook, et a créé des divisions parmi les Meshihayé, et il a fait de même à Ainkâwa. En outre, il écrivit des lettres à d'autres villages qui débutèrent dans ce style: moi, Padre Fulgenzio, supérieur des patriarches de l'Est, etc . 

## Les archevêques chaldéens de Kirkouk
Un diocèse chaldéen stable pour Kirkouk semble avoir été fondé par l'administrateur patriarcal Augustine Hindi (en), qui a consacré Lawrent Sho ʿ de Tel Skuf (en) métropolite de Kirkouk en 1826 en opposition à Yohannan Hormizd.
Lawrent Sho ʿ, né à Tel Isqof vers 1792, était moine au monastère de Rabban Hormizd et fut ordonné prêtre en 1821 (Tfinkdji). Plusieurs manuscrits copiés par lui ont survécu, dont les colophons mentionnent que son père s'appelait Nisan. Comme la plupart de ses compagnons moines, il a soutenu Gabriel Dambo dans sa longue lutte avec Yohannan Hormizd. Après sa consécration, il est d'abord revenu à Tel Isqof, mais a finalement déménagé à Kirkouk, où il a administré son diocèse pendant 27 ans. Il mourut à Mossoul le 23 août 1853 et fut enterré dans la cathédrale de Mart Meskinta.
Lawrent Sho a été remplacé par Yohannan Tamraz, né à Telkepe vers 1803. Comme son prédécesseur, il était moine du monastère de Rabban Hormizd et fut ordonné prêtre en 1834. Il a été recommandé pour le diocèse de Kirkouk par Lawrent Sho peu de temps avant sa mort, et a été consacrée métropolitaine de Kirkouk à Mossoul le 14 septembre 1854 par le patriarche Joseph VI Audo. Il était présent avec le patriarche au premier concile du Vatican en 1870 et décéda à Kirkouk le 13 septembre 1881.
Yohannan Tamraz a été remplacé en 1883 par Joseph Gabriel Adamo de Seert. Il est né en 1851 et étudia à l'université de la Propaganda (ancien nom de la Congrégation pour l'évangélisation des peuples, à Rome). Il a copié deux manuscrits comme diacre à Mossoul en 1869, dont colophons mentionner que fut Pierre et Abd al-Masih de son grand - père le nom de son père. Il a été ordonné prêtre le 21 avril 1878 et consacré métropolite de Kirkouk le 26 août 1883 à Mossoul par le patriarche Eliya XII Abulyonan (en). Il a représenté l'église chaldéenne à la huitième Conférence eucharistique internationale, tenue à Jérusalem en 1893. En 1894, il a été élu à la majorité des évêques chaldéens pour succéder Eliya XII ʿ mais il a refusé l'honneur. Il mourut à l'âge de seulement 49 ans le 4 juin 1899.
Joseph Gabriel Adamo (ru) a été remplacé par Eliya Joseph Khayyat (ru), vicaire patriarcal et archevêque titulaire de Nisibis (de) depuis 1895 et vicaire apostolique du patriarcat chaldéenne depuis la mort du patriarche ʿ V Khayyat en 1899. Il fut envoyé dans le diocèse de Kirkouk en 1900 par le nouveau patriarche Joseph Emmanuel II Thomas (en) et mourut subitement à Kirkouk trois ans plus tard, le 2 février 1903.
Theodore Msayeh, qui est né à Bagdad vers 1837, a succédé à Eliya Joseph Khayyat, a étudié à l'université de la propagande et a été ordonné prêtre à Rome en 1870. Il fut nommé au diocèse de Kirkouk le 13 août 1904 et consacré métropolite de Kirkouk le 16 octobre 1904. Il est décédé le 26 mai 1917.
Theodore Msayeh a été remplacé par Stephen Jibri (en). Il a été consacré métropolite de Kirkouk en 1917. Il mourut en 1952 après un règne de quarante-cinq ans.
Ephrem Guogue (1954-1956), Rufa'il Rabban (1957-1967), Gabriel Qoda (7 mars 1968-1977) et André Sana (1977-2002) ont été les métropolites de Kirkouk dans la seconde moitié du XXe siècle.
Louis Sako succéda à André Sana en tant qu'archevêque de Kirkouk le 24 octobre 2002. Il a été élu patriarche chaldéen-catholique de Babylone en février 2013.

### Fusion
En juillet 2013, l'éparchie de Sulamaniya a été unie à celle de Kirkouk. Yousif Thomas Mirkis a été nommé pour succéder à Louis Sako en 2014 et en est depuis le titulaire.

## Ordinaires
- Laurent Choa (1826–1853)
- Jean Tamres (1854-1881)
- Joseph-Gabriel Adamo (1883-1899)
- Elie-Joseph Khayatt (1900-1903)
- Théodore Messaieh (1904-1917)
- Hormisdas Etienne Djibri (1917-1953)
- Ephrem Gogué (1954-1956)
- Raphael Rabban (1957-1967)
- Gabriel Koda (1968-1977)
- André Sana (1977-2002)
- Louis Sako (2002 - 2013)
- Yousif Thomas Mirkis (depuis 2014)

## Statistiques démographiques
L'archidiocèse de Kirkouk avait une population de 218 familles chaldéennes assyriennes, avec 9 prêtres et 8 églises, en 1850 (George Percy Badger); 7 000 Chaldéens, avec 22 prêtres et 16 églises, en 1896 (Chabot); et 5 840 Chaldéens, avec 19 prêtres et 9 églises et une petite communauté assyrienne de l'Orient, en 1913 (Tfinkdji).
| Nom du village | Nom en syriaque | Nombre de croyants | Nombre de prêtres | Nombre d'églises | Nom du village | Nom en syriaque | Nombre de croyants | Nombre de prêtres | Nombre d'églises |
| -------------- | --------------- | ------------------ | ----------------- | ---------------- | -------------- | --------------- | ------------------ | ----------------- | ---------------- |
| Kirkouk        |                 | 800                | 4                 | 2                | Armuta         |                 | 100                | 1                 | 1                |
| ʿ Aïnqawa      |                 | 3000               | 5                 | 2                | Suleimaniya    |                 | 200                | 1                 | 1                |
| Shaqlawa       |                 | 1200               | 5                 | 1                | Erbil          |                 | 50                 | 0                 | 0                |
| Koï Sanjaq     |                 | 200                | 2                 | 1                | Rawanduz       |                 | 90                 | 0                 | 0                |
| Qorya          |                 | 200                | 1                 | 1                | Total          |                 | 5 840              | 19                | 9                |

Le district de Kirkouk n’a pas beaucoup souffert des troubles de la Première Guerre mondiale. En 1928, selon une statistique officielle établie par la Sacrée Congrégation pour Ecclesia Orientali, il contenait sept villages, 18 prêtres et 4 800 croyants. Cette statistique, recueillie dans des conditions difficiles, est probablement faible. En 1937, l'archidiocèse de Kirkouk comptait 7 620 Chaldéens, avec 19 prêtres et 8 églises (Kajo). L'augmentation importante de la population chaldéenne de Kirkuk et de Shaqlawa depuis 1913 semble être due principalement à la réinstallation de réfugiés assyriens dans le district au cours des années écoulées.
| Nom du village | Nom en syriaque | Nombre de croyants | Nombre de prêtres | Nombre d'églises | Nom du village | Nom en syriaque | Nombre de croyants | Nombre de prêtres | Nombre d'églises |
| -------------- | --------------- | ------------------ | ----------------- | ---------------- | -------------- | --------------- | ------------------ | ----------------- | ---------------- |
| Kirkouk        |                 | 1 570              | 4                 | 2                | Armuta         |                 | 210                | 1                 | 1                |
| ʿ Aïnqawa      |                 | 3 220              | 5                 | 1                | Suleimaniya    |                 | 125                | 1                 | 1                |
| Shaqlawa       |                 | 1 890              | 6                 | 1                | Erbil          |                 | 75                 | 0                 | 0                |
| Koï Sanjaq     |                 | 350                | 1                 | 1                | Total          |                 | 7 620              | 18                | 8                |